# La Liste du Père Noël
La Liste du Père Noël (Naughty or Nice) est un téléfilm de Noël américain réalisé par David Mackay et diffusé le 24 novembre 2012 sur Hallmark Channel.

## Synopsis
Krissy Kringle, une jeune femme dynamique, rêve de réussir dans la publicité et d'épouser son petit ami, Lance. Seule ombre au tableau : elle porte le même nom que le Père Noël qui, selon la légende, s'appelle aussi Kris Kringle. Ce patronyme lui vaut de nombreuses plaisanteries et moqueries et, surtout, le terrible désagrément d'être inondée de courriers d'enfants à l'approche du mois de décembre. Un jour, elle découvre au milieu de centaines de lettres un étrange livre aux pouvoirs magiques qui pourrait bien être le vrai livre du Père Noël, dans lequel figurent toutes les bonnes et mauvaises actions de chaque être humain. Krissy saura-t-elle en faire bon usage ?

## Fiche technique
- Titre original : Naughty or Nice
- Réalisation : David Mackay
- Scénario : Rickie Castaneda
- Photographie : John Murlowski
- Durée : 90 minutes
- Pays : États-Unis
- Date de diffusion :
  -  France : 15 décembre 2013 à 13 h 40 sur TF1

## Distribution
- Hilarie Burton (VF : Laura Préjean) : Krissy Kringle
- Matt Dallas (VF : Damien Witecka) : Lance Leigh
- Danneel Ackles (VF : Laurence Crouzet) : Jill Rhodes
- Michelle Hurd (VF : Élisabeth Fargeot) : Helen Purcell
- Gabriel Tigerman (VF : Benoît Du Pac) : Marco Webb
- Googy Gress (VF : Gabriel Le Doze) : Père Noël
- Jessica Tuck (VF : Véronique Augereau) : Debbie O'Brien
- Meredith Baxter (VF : Blanche Ravalec) : Carol Kringle
- Michael Gross : Walter Kringle
- Dana Barron : Brenda Weir
- Tony Cavalero (VF : Cédric Ingard) : Justin Reid
- Steven Christopher Parker (en) : Peter

Sources : Générique TV et RS Doublage